# Барс, Ицхак
Ицхак Барс (род. 31 августа 1943, Измир, Турция) — американский физик-теоретик, профессор Университета Южной Калифорнии в Лос-Анджелесе.

## Образование
Получив степень бакалавра в Колледже Роберта по физике в 1967 году, Барс получил степень доктора философии под руководством Фезы Герси в Йельском университете в 1971 году.

## Академическая жизнь
После аспирантуры в Калифорнийском университете в Беркли поступил на факультет физики Стэнфордского университета (1973). В 1975 году вернулся в Йельский университет в качестве преподавателя физического факультета, а спустя почти десять лет в 1984 году перешел в Университет Южной Калифорнии, чтобы создать исследовательскую группу по теоретической физике высоких энергий. Он также занимал должность директора Центра теоретической физики Калифорнийского технологического института в 1999—2003 годах. Его долгосрочные визиты включают Гарвардский университет, Институт перспективных исследований в Принстоне, Институт теоретической физики Кавли в Санта-Барбаре, Теоретический отдел ЦЕРНа, физический факультет Принстонского университета и Институт теоретической физики Периметра в Канаде, где он занимает должность «Заслуженного приглашенного научного руководителя».

## Работа
Барс является ведущим экспертом в области симметрий в физике, которые он применяет во многих своих исследованиях по физике элементарных частиц, теории поля, теории струн и математической физике в более чем 240 научных работах. Он является автором книги «Квантовая механика», соавтором книги «Дополнительные измерения в пространстве и времени» и соредактором книг «Струны '95, будущие перспективы в теории струн» и «Симметрия в физике элементарных частиц». Некоторые из его экспериментально успешных предсказаний физики включают суперсимметрию в больших ядрах с четным / нечетным числом нуклонов и вклад слабого взаимодействия в аномальный магнитный момент мюона в контексте квантованной стандартной модели, которая была подтверждена спустя 30 лет. Его вклад в математику суперсимметрии широко используется в нескольких областях физики и математики.
В 2006 году Барс представил теорию о том, что время не имеет только одного измерения (прошлое / будущее), а имеет два отдельных измерения.
Люди обычно воспринимают физическую реальность как четырехмерную, то есть трехмерное пространство (вверх / вниз, вперед / назад и из стороны в сторону) и одномерное время (прошлое / будущее). Теория Барса предполагает шестимерную вселенную, состоящую из четырехмерного пространства и двумерного времени.
Физик Джо Полчински из Института теоретической физики Кавли Калифорнийского университета в Санта-Барбаре сказал: «Ицхак Барс имеет долгую историю поиска новых математических симметрий, которые могут быть полезны в физике… Похоже, что эта двукратная идея обладает некоторыми интересными математическими свойствами.» Цитируется из Physorg.com статья ниже.
«Теория Ицхака Барса» была опубликована на обложке журнала New Scientist 13 октября 2007 года, а 26 октября 2011 года была опубликована на обложке журнала Filosofia.
Из-за «калибровочной симметрии в фазовом пространстве», лежащей в основе этой теории 2T-физики, физические наблюдатели могут воспринимать только калибровочные симметричные комбинации шести измерений, и именно поэтому люди думают, что существует 3 + 1 измерения, а не лежащие в основе 4 + 2 больших (не свернутых)размеры. Однако, при достаточном руководстве, 4 + 2-мерная структура может быть косвенно воспринята наблюдателями в 3 + 1 измерениях как предсказанные эффекты, которые при правильной интерпретации раскрывают лежащую в основе 4 + 2-мерную вселенную.
Чтобы объяснить неспециалисту, как работает эта калибровочная симметрия, Барс проводит аналогию между явлениями в 4 + 2-мерном мире и событиями, происходящими в гипотетической 3-мерной комнате. В этой аналогии двумерные поверхности, которые составляют границы трехмерной комнаты (стены, потолок, пол), являются аналогами трехмерного мира 3 + 1, в котором люди живут как наблюдатели. В этой обстановке, если вы освещаете комнату светом с разных сторон, вы создаете двумерные тени трехмерных событий, проецируемых на окружающие комнату поверхности. Тени и их движения на одной стене будут выглядеть иначе, чем на других стенах, потолке или полу. Если бы наблюдателям никогда не разрешалось находиться в комнате, а они были бы вынуждены жить и ползать только по поверхностям окружающих границ, двумерный физик на разных границах написал бы разные физические уравнения, чтобы математически описать тени, которые он / она видит с этих разных точек зрения. Он / она также будет считать, что тени на разных границах представляют собой разные физические системы, потому что их уравнения не будут совпадать. Поскольку все тени возникают в результате уникального набора событий в комнате, с точки зрения комнаты очевидно, что тени не являются независимыми друг от друга. Таким образом, должна существовать определенная прогнозируемая взаимосвязь между системами двумерных уравнений на разных стенах. Если двумерные физики очень умны, приложив много усилий, они могут начать обнаруживать эту скрытую информацию, тщательно сравнивая уравнения, по-видимому, разных систем, и из этого косвенно понять, что то, что казалось множеством разных физических систем, на самом деле понимается просто как множество теней одного набора многомерных событий, которые происходятв комнате. Это выглядело бы как фантастическое объединение сложных систем в двух измерениях в единую простую систему в трех измерениях. Согласно Ицхаку Барсу, эта аналогия передает взаимосвязь между 1T-физикой в 3 + 1 измерениях (например, физикой на границах комнаты) и 2T-физикой (например, физикой в комнате). Требование только калибровочно-симметричных комбинаций из 4 + 2 измерений, требуемых калибровочной симметрией, — это то, что заставляет наблюдателей воспринимать все явления так, как будто они живут в 3 + 1 измерениях. Барс привел много примеров скрытой информации в виде предсказаний для 1Т-физики, исходящих из 2Т-физики на всех энергетических уровнях, от хорошо понятной классической и квантовой физики до гораздо менее понятных границ физики в космологии и физике высоких энергий. Он считает, что подход 2T-physics предоставляет новые мощные инструменты для изучения менее известных аспектов Вселенной и построения правильной единой теории.
Текущие интересы Ицхака Барса включают теорию поля струн, 2T-физику, которую он основал в 1998 году, космологию и черные дыры, а также физику элементарных частиц на ускорителях. В 2006 году он установил, что вся известная нам сегодня физика, воплощенная в принципе в Стандартной модели частиц и сил и Общей теории относительности, вытекает из нового вида калибровочной симметричной теории (в фазовом пространстве положение-импульс), основанной на пространстве-времени с 4 пространственными и 2 временными измерениями. Физический калибровочно-инвариантный сектор этой 4 + 2-мерной переформулировки всей физики дает голографическую проекцию (подобную тени) на «границу» 4 + 2 измерений. Эта граница представляет собой возникающее пространство-время с 3 пространственными и 1 временными измерениями, где мы существуем как наблюдатели, которые интерпретируют все явления, происходящие в 4 + 2-мерной вселенной. Эта переформулировка физики предсказывает новые корреляции между физическими явлениями, которые не обеспечиваются традиционным формализмом времени 1, и, следовательно, дает новую информацию, которая ранее была недоступна. Важным предсказанием этого подхода является то, что стандартная модель, связанная с Общей теорией относительности, должна быть инвариантной относительно локальных масштабных преобразований в 3 + 1 измерениях. Эта локальная симметрия Вейля, в свою очередь, предоставляет новые инструменты для исследования новых особенностей 3+1-мерного пространства-времени в самой ранней космологической истории Вселенной и внутри черных дыр.

## Награды и звания
- 1988 Избран членом Американского физического общества "за формулировку, развитие и применение принципов симметрии и суперсимметрии в унифицированных калибровочных теориях, составных моделях кварков и лептонов, ядерной суперсимметрии, слабых взаимодействий, суперструнных и супермембранных теорий*
- Стипендия Фонда А. П. Слоуна